# Béla Balázs
Béla Balázs (n. 4 august 1884 – d. 17 mai 1949) a fost un scriitor maghiar.